# Helicodonta obvoluta
Helicodonta obvoluta е вид коремоного от семейство Helicodontidae.

## Разпространение
Видът е разпространен в Австрия, Албания, Белгия, Босна и Херцеговина, Великобритания, Германия, Гърция, Испания, Италия, Лихтенщайн, Люксембург, Нидерландия, Полша, Северна Македония, Словакия, Словения, Сърбия, Унгария, Франция, Хърватия, Черна гора, Чехия и Швейцария.